# George Davidson
För den svenske predikanten, se Georg Davidsson (född 1927)
George Davidson, född 9 maj 1825 i Nottingham, död 2 december 1911, var en brittisk-amerikansk geodet, geograf och astronom.
Davidson flyttade 1832, tillsammans med sina föräldrar, till USA, där de bosatte sig i Pennsylvania. Han tjänstgjorde från 1845 vid United States Coast Survey och utförde vidsträckta lantmäteri- och triangelmätningsarbeten, i synnerhet vid Stillahavskusten (1876-1886). Han författade Pacific Coast: Coast Pilot of California, Oregon, and Washington Territory (1869). Han var hedersprofessor i geodesi och astronomi vid University of California, Berkeley, från 1870 och professor i geografi där 1895-1905. American Geographical Society tilldelade honom Dalymedaljen 1908.
Davidson gjorde även iakttagelser över den totala solförmörkelsen 1869 i Alaska och 1880 samt Venuspassagerna 1874 (i Japan) och 1882 (i New Mexico). Därjämte utarbetade han omfattande stjärnkataloger. Han ägde och förestod ett observatorium i Lafayette Park, San Francisco. 
Han var ordförande för California Academy of Sciences 1872-1886.